# Copròlit

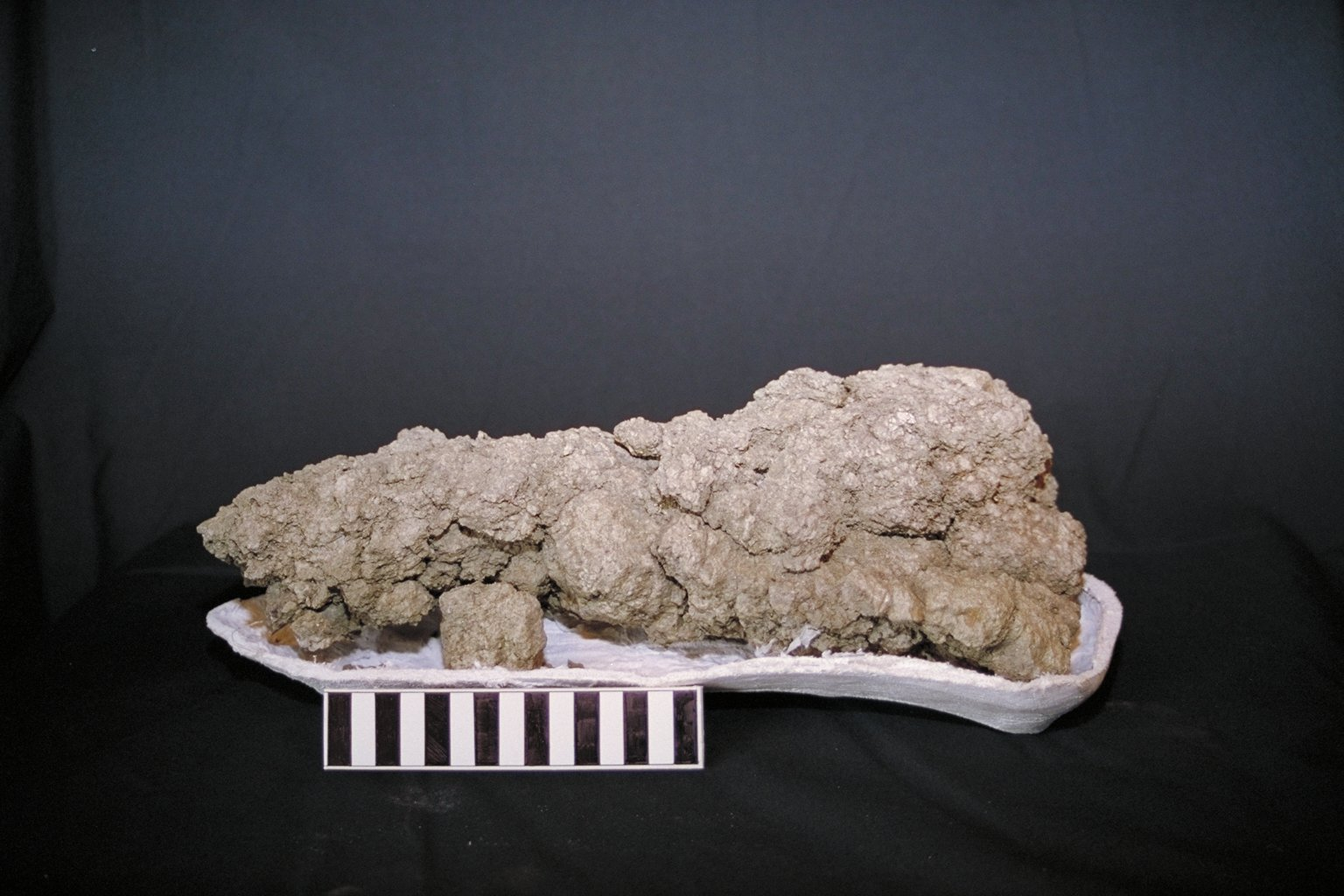
Corpòlit d'un dinosaure carnívor.

Els copròlits (en paleontologia) són excrements fòssils d'animals (mamífers rèptils i aus) extints.
Deriva de les paraules gregues que signifiquen fem i pedra.
Es tracta de vestigis molt rellevants, ja que, en molts casos, permeten establir la tipologia dels animals que els van deixar però és difícil determinar l'espècie a què pertanyen sense l'ajut d'altres dades que pugui fornir el jaciment on s'han trobat.
En els copròlits acostumen a estar molt fosfatats.
Permeten esbrinar obtenir dades diverses especialment les del tipus d'alimentació de l'animal en qüestió.
La teoria, que avui està en qüestió, sobre que els dinosaures ingerien pedres per facilitar la digestió va sorgir considerant que les pedres que es trobaven en aquests fòssils així ho demostraven.